# Knislinge
Knislinge – miejscowość (tätort) w Szwecji, w regionie administracyjnym (län) Skania, w gminie Östra Göinge.
Według danych Szwedzkiego Urzędu Statystycznego liczba ludności wyniosła: 3144 (31 grudnia 2015), 3298 (31 grudnia 2018) i 3303 (31 grudnia 2019).